# Бессемс, Антуан
Антуан Бессемс (нидерл. и фр. Antoine Bessems; 4 апреля 1806, Антверпен, — 19 октября 1868, Париж) — бельгийско-французский скрипач и композитор.

## Биография
В 1826 году отправился в Париж, где окончил Парижскую консерваторию у Пьера Байо. С 1829 года первая скрипка парижского Итальянского театра. В 1846 году вернулся в Антверпен, дирижировал местным оркестром, затем снова в Париже — давал частные уроки скрипки, сочинял камерную музыку для скрипки и виолончели, а также церковные произведения.
Бессемс был другом и помощником Гектора Берлиоза. Памятником этой дружбе стал экземпляр партитуры первого значительного сочинения Берлиоза — Торжественной мессы, подаренный Бессемсу. Берлиоз утверждал, что уничтожил ноты, однако Бессемс сохранил свою копию, сделав на титульном листе надпись, датированную 1835 годом: «Партитура этой мессы, полностью писанная рукой Берлиоза, была подарена мне на память о старинной дружбе, которая нас связывает» (фр. La partition de cette Messe, entièrement de la main de Berlioz, m’a été donnée comme souvenir de la vieille amitié qui me lie à lui.); из текста неясно, был ли подарок сделан именно в это время или раньше. После смерти Бессемса в 1868 году партитура, видимо, попала к его младшему брату, виолончелисту и музыкальному педагогу Жозефу Бессемсу (1809—1892) и в конце концов была обнаружена в Антверпене в 1991 году.
Кроме того, Бессемс протежировал юному Камилю Сен-Сансу, временами приглашая его в качестве аккомпаниатора. Семилетний Сен-Санс посвятил Бессемсу свою вторую по счёту композицию — сонату для скрипки и фортепиано.